# Coppellazione

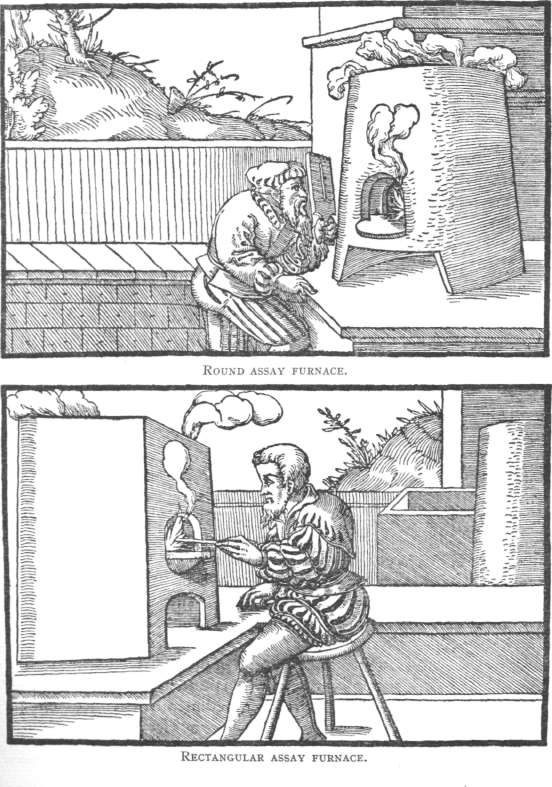
Forni per coppellazione del XV secolo, ai tempi di Georg Agricola

La coppellazione è un processo di raffinazione in metallurgia, mediante il quale vengono trattati minerali o leghe metalliche per separare metalli nobili, come oro e argento, da metalli di base presenti nel minerale, come piombo, rame, zinco, arsenico, antimonio o bismuto.  Il processo è basato sul principio che i metalli preziosi non si ossidano o reagiscono chimicamente, a differenza di quanto accade agli altri metalli; così, quando vengono riscaldati a temperature elevate, i metalli preziosi si separano e gli altri reagiscono formando scorie o altri composti.
Il processo è stato impiegato fin dalla prima età del bronzo per separare l'argento dai minerali di piombo. Dal Medioevo e dal Rinascimento, la coppellazione è stata uno dei processi più diffusi di raffinazione dei metalli preziosi. Da allora, il fuoco è stato usato per saggiare i minerali, cioè, per determinare la purezza dei metalli preziosi impiegati nella fabbricazione di gioielli e moneta. La coppellazione è ancora in uso oggi.

## Processo

### Coppellazione su larga scala
L'argento puro in natura è molto raro, anche se talvolta rinvenibile. Esso si trova più spesso in combinazione con altri metalli, o minerali che contengono composti di argento, in genere sotto forma di solfuri come la galena (solfuro di piombo) o la cerussite (carbonato di piombo). Così la produzione primaria di argento richiede la fusione e poi la coppellazione di minerali di piombo argentifero.
Il piombo fonde a 327 °C mentre l'argento fonde a 960 °C; quando sono mescolati, come nella galena, il più comune minerale contenente piombo argentifero, devono essere fusi a temperature elevate in un'atmosfera a riduzione per produrre piombo argentifero. La lega viene fusa di nuovo a temperatura elevata (da 900 °C a 1000 °C), in un forno in cui il flusso d'aria rende possibile l'ossidazione del piombo. Il piombo si ossida in monossido di piombo, un tempo conosciuto come litargirio, che cattura l'ossigeno dagli altri metalli presenti, mentre l'argento e l'oro rimangono in cima al litargirio liquido. Quest'ultimo viene rimosso o assorbito per capillarità. Questa reazione chimica può essere vista come (Ag+Cu) + Pb + O2 → (CuO+PbO) + Ag
La base del forno è scavata a forma di pentola e rivestita da un materiale inerte e poroso ricco di calcio o magnesio come le conchiglie, la calce, la cenere di legno o di ossa bruciate. Il rivestimento deve essere calcareo perché il piombo reagisce con la silice (argille) per formare il piombo-silicato, viscoso che impedisce l'assorbimento necessario di litargirio, considerando che i materiali calcarei non reagiscono con il piombo.  Un po' del litargirio evapora e il resto viene assorbito dalla terra porosa che forma il "pane di litargirio".
I pani di litargirio sono, di norma, concavo-convessi e con un diametro di circa 15 centimetri. Sono le testimonianze archeologiche più comuni di coppellazione nella prima età del bronzo. Dalla loro composizione chimica, gli archeologi possono risalire al tipo di minerale da cui è stato tratto, i suoi principali componenti, e le condizioni chimiche utilizzate nel processo. Ciò consente approfondimenti sul processo di produzione, sul commercio, sulle esigenze sociali o su situazioni economiche del tempo.

### Coppellazione su piccola scala
La coppellazione su piccola scala si basa sullo stesso principio di quella fatta nei forni di coppellazione; la differenza principale risiede nella quantità di materiale da esaminare o ottenere. I minerali devono essere tritati, poi arroventati e fusi, per concentrare i componenti metallici, separando i metalli nobili. Dal Rinascimento l'uso dei processi di coppellazione divenne diverso: dosaggio dei minerali dalle miniere, prova della quantità di argento in gioielli o monete o per scopi sperimentali.  Veniva effettuata in piccoli recipienti superficiali noti come coppe.
Poiché lo scopo principale della coppellazione su piccola scala era quello di saggiare i minerali e provare i metalli, la questione della prova doveva essere attentamente valutata. I saggi venivano effettuati nel forno di coppellazione o dosaggio, che doveva avere soffietti e finestre per accertarsi che l'aria ossidasse il piombo, nonché per essere certi e pronti a togliere la coppa quando il processo era terminato. Altro piombo doveva essere aggiunto alla materia in fase di trattamento per garantire l'ulteriore separazione delle impurità. Dopo che il litargirio era stato assorbito dalla coppa, si erano formate sfere di argento nel mezzo della coppa.  Se la lega conteneva anche una certa quantità di oro, questo entrava in lega con l'argento e doveva poi essere separato.

#### Coppe
Lo strumento principale per la coppellazione su piccola scala era la coppa. Le coppe venivano prodotte con grande attenzione. Erano piccoli vasi sagomati a forma di tronco di cono rovesciato, fatti con ceneri ossee. Secondo Georg Agricola, il materiale migliore era ottenuto da corna bruciate di cervi ma anche da lische di pesce. Le ceneri dovevano essere ridotte in polvere fine ed omogenea e mescolate con una sostanza appiccicosa per modellare le coppe. Gli stampi erano fatti di ottone senza fondo in modo che le coppe potessero essere tolte. Una depressione superficiale, al centro della coppella era realizzata con un pestello arrotondato. Le dimensioni della coppa dipendevano dalla quantità di materiale da saggiare. Questa stessa forma si è mantenuta fino ad oggi.
Indagini archeologiche, archeo metallurgiche e testi scritti nel Rinascimento hanno dimostrato l'esistenza di diversi materiali per la loro fabbricazione; potevano essere realizzate anche con miscele di ossa e ceneri di legno, di scarsa qualità o stampate con una miscela di questo tipo in fondo ad uno strato superiore di ceneri ossee.  Le diverse ricette dipendevano dalla competenza del saggiatore o dallo scopo per il quale era fatto (test per conio, gioielli, materiale riciclato o monete). L'evidenza archeologica mostra che agli inizi della coppellazione su piccola scala, erano utilizzati cocci o coppe di argilla.

## Storia
Il primo utilizzo noto di argento è documentato nel Vicino Oriente in Anatolia e Mesopotamia durante il IV e III millennio a.C., nella prima età del bronzo. Reperti archeologici di oggetti di argento e piombo insieme a pezzi di litargirio e scorie sono stati studiati in diversi siti, e l'analisi metallurgica suggerisce che da allora la gente estraeva argento dai minerali di piombo con il metodo che era già conosciuto in precedenza.
Durante la successiva età del ferro, la coppellazione veniva fatta dalla fusione del minerale di piombo, il cui lingotto veniva poi riscaldato in un forno di coppellazione per separare i metalli nobili.  Miniere come quella di Rio Tinto, vicino Huelva in Spagna, iniziarono ad essere un importante sito politico ed economico per molti paesi in tutto il Mediterraneo, così come il Laurio in Grecia.  Intorno al 500 a.C., il controllo sulle miniere del Laurion diede ad Atene un vantaggio politico e un potere nel Mediterraneo consentendole di sconfiggere i persiani e di imporvi una propria talassocrazia attraverso la Lega di Delo.
Durante l'epoca romana, l'impero aveva bisogno di grandi quantità di piombo, al fine di sostenere la civiltà romana su un grande territorio; pertanto cercarono e aprirono miniere di piombo-argento in qualunque area essi conquistarono. La moneta d'argento divenne il normale mezzo di scambio delle merci e pertanto il controllo della produzione di argento determinò il potere economico e politico. In epoca romana era ritenuto economico estrarre minerali di piombo se il loro contenuto di argento era pari allo 0,01% o più.
L'origine dell'utilizzo della coppellazione per analizzare i metalli non è nota. Una delle prime fonti scritte sulla coppellazione è Theophilus Divers Ars del XII secolo. Il processo cambiò di poco fino al XVI secolo.
La coppellazione su piccola scala può essere considerata la più importante prova del fuoco sviluppata nella storia, e forse l'origine dell'analisi chimica.  La maggior parte delle evidenze scritte proviene dal Rinascimento nel XVI secolo. Georg Agricola e Lazzaro Wecker, tra gli altri, scrissero sull'arte di estrarre e saggiare i minerali, descrivendo in dettaglio il processo di coppellazione. Le loro descrizioni sono state individuate all'interno di diversi reperti archeologici attraverso il Medioevo e il Rinascimento. Da allora la quantità dei saggi aumentò notevolmente, soprattutto per saggiare i minerali nelle miniere e per valutare la convenienza ai fini di un loro sfruttamento. Un uso primario della coppellazione era legato alle attività di conio, ma è stata utilizzata anche in gioielleria.  A partire dal Rinascimento, la coppellazione è diventato un metodo standardizzato di analisi che è cambiato molto poco nel tempo, a dimostrazione della sua efficacia. Il suo sviluppo ha certamente toccato gli ambiti dell'economia, della politica, della guerra e del potere in tempi antichi.

## Nuovo Mondo
L'enorme quantità di ornamenti d'argento pre-ispanici, presenti soprattutto in Perù, Bolivia e Ecuador, ci fanno chiedere se le civiltà pre-ispaniche ottenevano la materia prima da minerali nativi o da minerali piombo-argentiferi. Sebbene l'argento nativo fosse disponibile negli Stati Uniti d'America, era comunque raro come nel Vecchio Mondo. Da testi coloniali è noto che le miniere d'argento erano state aperte nel periodo coloniale dagli spagnoli in Messico e Argentina, e i siti principali, erano quelli di Tasco in Messico e Potosí in Bolivia.
Una specie di altiforni chiamati huayrachinas sono stati descritti nei testi coloniali, come forni di tecnologia nativa utilizzati in Perù e Bolivia per fondere i minerali provenienti dalle miniere d'argento di proprietà degli spagnoli. Anche se non è determinante, si ritiene che questi tipi di forni possano essere stati utilizzati prima della conquista spagnola. Lavori di scavo archeologico realizzati nella municipalità di Porco e Potosí in Bolivia hanno fatto ipotizzare un utilizzo pre-europeo del forno huayrachinas.
Non esistono specifiche evidenze archeologiche circa la fusione o l'estrazione dell'argento nelle Ande prima degli Incas. Tuttavia, reperti d'argento e di piombo sono stati trovati negli altopiani centrali peruviani datati nei periodo Inca e pre-Inca. Dalla presenza di piombo in manufatti d'argento, gli archeologi suggeriscono che la coppellazione potrebbe essere stata praticata anche in quei luoghi.